# قائمة القنوات الناقلة لبطولة أمم أوروبا 2016
تحتوي هذه على قائمة القنوات الباثة الرسمية لبطولة أمم أوروبا لكرة القدم 2016، البطولة الأوروبية التي ستنظم في فرنسا بين 10 يونيو و10 يوليو 2016.

## القنوات التلفزية

### في أوروبا
| الدولة/الجهة         | الباث                         | المصدر |
| -------------------- | ----------------------------- | ------ |
| ألمانيا              | ARD التلفزيون الألماني الثاني | [ 1 ]  |
| بلجيكا               | RTBF                          | [ 1 ]  |
| فرنسا (البلد المضيف) | تي أف 1 أم 6 بي إن سبورت      | [ 2 ]  |
| النرويج              | الإذاعة النرويجية تي في 2     | [ 3 ]  |
| هولندا               | مؤسسة الإذاعة الهولندية       | [ 4 ]  |
| السويد               | تلفزيون السويد تي في 4        | [ 3 ]  |
| سويسرا               | إر تي إس 2                    |        |
| أوكرانيا             | أوكرايينا فوتبول              | [ 5 ]  |
| البرتغال             | راديو وتلفزيون البرتغال       |        |
| اليونان              | ERT Network                   |        |

### في بقية العالم
| الدولة/الجهة                              | الباث                                 | المصدر       |
| ----------------------------------------- | ------------------------------------- | ------------ |
| أمريكا اللاتينية                          | تيليفيديو سيرفيس                      | [ 6 ]        |
| الكاريبي                                  | إي إس بي إن أمريكا اللاتينية          | [ 7 ]        |
| جنوب آسيا                                 | سوني سيكس                             | [ 8 ]        |
| الشرق الأوسط وشمال أفريقيا (الوطن العربي) | بي إن سبورت (الجزيرة الرياضية سابقا)  | [ 9 ]        |
| أفريقيا جنوب الصحراء                      | سوبر سبورت                            | [ 10 ]       |
| البرازيل                                  | قناة غلوبو                            | [ 6 ]        |
| بروناي                                    | كريستال أسترو                         | [ 6 ]        |
| كندا                                      | ذو سبورتس نتورك ريزو ديه سبور         | [ 11 ]       |
| إندونيسيا                                 | أر سي تي إي إندوفيجين                 | [ 6 ]        |
| ماليزيا                                   | أسترو أرينا                           | [ 6 ] [ 12 ] |
| المكسيك                                   | المنظمة الإيبيرية الأمريكية للتلفزيون | [ 6 ]        |
| جنوب إفريقيا                              | سوبر سبورت                            | [ 10 ]       |
| تايلاند                                   | جي أم أم غرامي                        | [ 13 ]       |
| الولايات المتحدة                          | إي إس بي إن                           | [ 11 ]       |
| فنزويلا                                   | تلفزيون ميريديانو                     | [ 6 ]        |

## روابط خارجية
- الموقع الرسمي ليورو 2016.